# Вирабов, Рубен Вагаршакович
Рубен Вагаршакович Вирабов (12 июля 1921, Ахалцихе, Грузинская ССР — 1991)  — советский учёный в области механики, доктор технических наук (1968), профессор, заслуженный деятель науки и техники РСФСР, создатель научной школы по исследованию передач трением и пар качения, применяемой в самых различных областях техники.

## Биография
Участник Великой Отечественной войны 1941—1945 гг.: Воинское звание - Инженер-капитан.

Окончил МВТУ им. Н.Э. Баумана в 1945 г. по специальности "Металлорежущие станки". С 1959 г. работал на кафедре "Теория механизмов и машин"  в Московском автомеханическом институте (МАМИ), а с 1966 г. по 1991 г. заведовал этой кафедрой.

## Научная деятельность
Механизм возникновения скольжения элементов поверхности колеса относительно основания подробно рассмотрен Р.В. Вирабовым.  С использованием схемы обращенного механизма «упругое колесо – жесткое основание», на основе теории предварительного смещения им показано, что при установившемся качении вступающие в зону контакта элементы поверхности колеса, не будучи ещё “подготовленными” к восприятию касательной силы и в то же время, прижатые к основанию нормальной силой, начинают движение без скольжения, получая при этом тангенциальные смещения (направленные противоположно качению для тормозного и ведомого колес, и по направлению качения — для ведущего колеса). По мере перемещения сцепленных элементов колеса и основания в обращенном механизме в зоне контакта их тангенциальные смещения нарастают, следовательно, нарастает и действующая между сцепленными элементами касательная сила трения. В том месте контакта, где возросшая сила трения достигает предельной по сцеплению, происходит срыв и на всей части контакта, расположенной за точкой срыва, вне зависимости от того, находится ли она в зоне убывающих или возрастающих нормальных давлений, происходит скольжение.
Вирабов обладает множеством патентов на изобретения, такие как: кулачково-рычажный механизм, кулачково-зубчато-рычажный механизм, валковая передача, шарнирно-рычажный механизм